# Geositta punensis
El minero puneño (Geositta punensis), también conocido como caminera chica (en Bolivia), caminera de la Puna, caminera puneña(en Argentina), minero de la Puna (en Chile y Perú), caminera pálida o pizcarra, es una especie de ave paseriforme perteneciente al género Geositta de la familia Furnariidae. Es nativo del Altiplano Andino del oeste de América del Sur.

## Distribución y hábitat
Se distribuye en la región del altiplano andino del extremo sur de Perú (Puno, Moquegua), oeste de Bolivia (La Paz al sur hasta Potosí), noroeste de Chile (Tarapacá al sur hasta Atacama) y noroeste de Argentina (Jujuy al sur hasta Catamarca).
Esta especie es considerada bastante común en su hábitat natural, las planicies altiplánicas, abiertas, a menudo semi-desérticas, a altitudes entre 3500 y 4900 m.

## Sistemática

### Descripción original
La especie G. punensis fue descrita originalmente por el ornitólogo ítalo - argentino Roberto Dabbene en el año 1917, bajo el mismo nombre científico. Su localidad tipo es: «La Quiaca, 3300 m, Jujuy, Argentina».

### Etimología
El nombre genérico femenino «Geositta» es una combinación de la palabra griega «geō»: suelo, y del género Sitta, con quien se pensaba que se asemejaban las especies de este género en la época de la descripción; y el nombre de la especie «punensis», de la Puna.

### Taxonomía
Las similitudes en sus plumajes sugerían que la presente especie, Geositta rufipennis, G. isabellina, y G. saxicolina poseerían una relación más estrecha con respecto al resto de las especies del género, sin embargo los datos filogenéticos indican una relación de hermana con G. cunicularia. Es monotípica.